# Totalvikt
Totalvikt är lika med tjänstevikt plus maxlast för bilen. Tjänstevikt är vikten av tom bil inklusive max bränsle, kylarvatten, spolarvätska, olja och förare (beräknad till 75 kg). Maxlast är den högsta lastvikt bilen är konstruerad för, men inte mer än den är registrerad för.
På Vägverkets webbplats kunde man[när?] läsa följande: "Totalvikten är summan av fordonets tjänstevikt och den beräknade vikten av största antal passagerare (inte föraren) och den största mängd gods som fordonet är inrättat för. I totalvikten för en motorcykel ingår inte sidvagnens totalvikt."
På Transportstyrelsens webbplats står nu: "Tjänstevikten är bilens vikt "körfärdig" inklusive föraren. Last och passagerare ingår inte." samt "Totalvikten är summan av tjänstevikten och maxlasten. Maxlast är den tyngsta last som bilen är konstruerad för."
Totalvikt för släp är lika med tjänstevikt plus maxlast för släpet .